# Charlemont (Massachusetts)
Charlemont es un pueblo ubicado en el condado de Franklin en el estado estadounidense de Massachusetts. En el Censo de 2010 tenía una población de 1.266 habitantes y una densidad poblacional de 18,54 personas por km².

## Geografía
Charlemont se encuentra ubicado en las coordenadas 42°37′59″N 72°51′17″O / 42.63306, -72.85472. Según la Oficina del Censo de los Estados Unidos, Charlemont tiene una superficie total de 68.27 km², de la cual 67.21 km² corresponden a tierra firme y (1.55%) 1.06 km² es agua.

## Demografía
Según el censo de 2010, había 1.266 personas residiendo en Charlemont. La densidad de población era de 18,54 hab./km². De los 1.266 habitantes, Charlemont estaba compuesto por el 95.97% blancos, el 0.16% eran afroamericanos, el 0.47% eran amerindios, el 0.87% eran asiáticos, el 0% eran isleños del Pacífico, el 0.39% eran de otras razas y el 2.13% pertenecían a dos o más razas. Del total de la población el 0.95% eran hispanos o latinos de cualquier raza.